# Dà Míng hùnyī tú

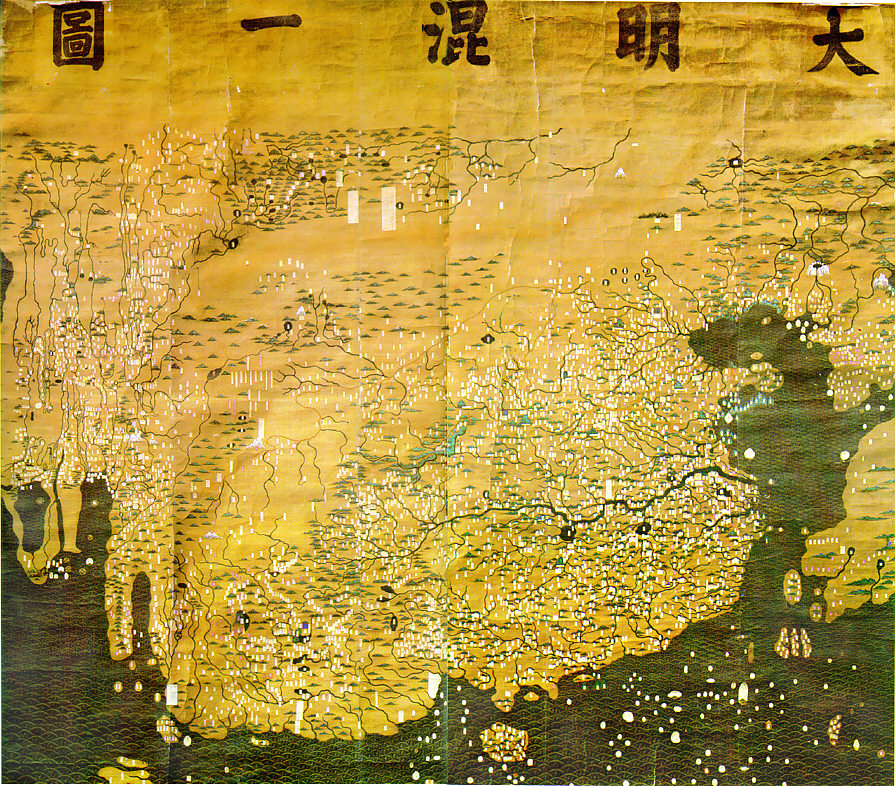
Il Da Ming Hun Yi Tu

Il Da Ming Hun Yi Tu (大明混一圖T, Dàmíng hùnyī túP, mancese: dai ming gurun-i uherilehe nirugan, ovvero Carta unificata dei grandi Ming) è un mappamondo disegnato in Cina durante la dinastia Ming. Si tratta di un dipinto a colori su seta, delle dimensioni di 386 x 456 cm. Le scritte sono in cinese classico, cui sono state sovrapposte le traduzioni in mancese.
È uno dei più antichi mappamondi dell'Estremo Oriente che ci siano pervenuti. La data esatta di redazione, tuttavia, non ci è nota. Rappresenta il Vecchio Mondo, con al centro la Cina e si estende a Nord fino alla Mongolia, a Sud fino a Giava, ad Est fino al Giappone e ad Ovest fino all'Africa e all'Europa.

## Storia
Si hanno poche notizie sulla redazione del Da Ming Hunyi Tu: l'autore è ignoto e la data non è conosciuta. La carta fu disegnata in Cina durante la dinastia Ming e poi passata ai nuovi regnanti Manciù. Il mappamondo è stato custodito nel Palazzo Reale, ed in qualche catalogo veniva chiamato Qīngzì Qiān Yītǒng Tú (清字簽一統圖). Attualmente è custodito presso l'Archivio Storico della Cina, a Pechino.
I nomi delle località cinesi riflettono la situazione politica del 1389, ventiduesimo anno di regno dell'imperatore Hongwu. Perciò qualche studioso cinese ne ha dedotto che il mappamondo sarebbe stato disegnato in quell'anno o poco dopo. Altri studiosi sono più cauti e suggeriscono che ciò che fu aggiornato nel 1389 fosse una fonte del Da Ming Hun Yi Tu, ma che la carta in sé sia stata disegnata molto più tardi.
In entrambi i casi è certo che la dinastia Ming fece redigere una carta intorno al 1389. Lo studioso giapponese Miya Noriko ha congetturato sulla motivazione dietro questo ordine: benché Hongwu, il primo imperatore della dinastia Ming, cacciò i Mongoli della dinastia Yuan dalla Cina nel 1368, essi mantenevano una certa forza militare e rimasero una minaccia per la nuova dinastia. La situazione cambiò nel 1388 quando Uskhal Khan degli Yuan settentrionali fu ucciso e con lui si estinse la linea di successione diretta di Khubilai Khan. I Ming potrebbero aver celebrato l'evento con la realizzazione del mappamondo.

## Fonti
Fino ai primi anni del XIV secolo l'Impero Mongolo che si estendeva su molta parte dell'Eurasia aveva creato le condizioni favorevoli per i rapporti fra Occidente e Oriente, e in conseguenza di ciò i Cinesi vennero a conoscenza della cartografia islamica, relativa anche all'Europa e all'Africa. Perciò i cartografi cinesi poterono creare mappamondi che contenessero le nuove informazioni.
Gli studiosi ritengono che il Da Ming Hunyi Tu fosse basato su di un mappamondo oggi perduto intitolato Shēngjiào Guǎngbèi Tú (聲教廣被圖), disegnato da Li Zemin durante il periodo mongolo. Sul mappamondo di Li si baserebbero anche altri mappamondi successivi, come il coreano Kangnido (1402) ed un paio di carte chiamate Dōngnán Hǎiyí Tú (東南海夷圖) e Xīnán Hǎiyí Tú (西南海夷圖), che fanno parte dell'atlante Guǎng Yú Tú (廣與圖)(1555) di Luó Hóngxiān (羅洪先). Il Da Ming Hunyi Tu è perciò la fonte più importante per ricostruire il mappamondo di Li.

## Precisione
La curvatura terrestre distorce la scala della sezione cinese della carta, infatti in orizzontale la scala è di circa 1:820 000; ma verticalmente è del 1:1 060 000.
Inoltre la rappresentazione delle varie regioni è fortemente influenzata dalla dipendenza da fonti straniere. In particolare la rappresentazione dell'Europa è limitata dal fatto che è basata sui portolani e perciò vengono evidenziati i mari Mediterraneo e Nero più che il continente.